# Narcissistisk personlighedsstruktur
 Der er for få eller ingen kildehenvisninger i denne artikel, hvilket er et problem. Du kan hjælpe ved at angive troværdige kilder til de påstande, som fremføres i artiklen.

Narcissistisk personlighedsforstyrrelse er en diagnose, som har visse fællestræk med psykopati. 
Diagnosen findes ikke i det europæiske diagnosesystem ICD, men i det amerikanske 
diagnosesystem DSM («Narcissistic Personality Disorder»).
Nogle mener, at denne personlighedsforstyrrelse eller narcissisme  opstår som følge af oplevelser i 
tidlig barndom, men hvordan det sker, er det flere teorier om. 
En teori bygger på, at barnet udsættes for stress (cortisol) i en tidlig alder, og at det skader 
vigtige komponenter i hjernen, så de genetisk baserede forudsætninger for tilfredsstillelse af en del primærbehov ikke bliver dækket.                                                                                                                                                                                                                                
Primærbehov er selvbekræftelse med opbygning af en psykologisk tærskel for krænkelse. 
Gennem læring i tidlig alder kobles milliarder af nerveceller sammen. Stresshormonet cortisol (ol.) 
skader sådanne nerveopkoblinger og vitale komponenter i hjernen (hippocampus, amygdala) som styrer
vores følelser.
Stress i tidlig barndom fører derfor til færre "opkoblinger" end normalt samt skadet eller reduceret 
udvikling på vigtige komponenter. 
Man må antage, at hjernen derfor primært kobler de koblinger, som er vigtige for organismens overlevelse, 
og at de sekundære og højere hjernefunktioner tager skade/bliver dårligt udviklet. 
Empati er en sådan højere hjernefunktion. 
Derigennem udvikles den narcissistiske personlighed, mangel på empati og frygt for krænkelse af eget 
selv. Eller frygten for, at andre ikke skal have empati med en selv, også kaldet egoisme.
Sigmund Freud beskrev en 
- «primær narcissisme», en naturlig tilstand for nyfødte børn, og en

- «sekundær narcissisme» som betyder, at personen ikke kom ud af spædbarnstilstanden og dermed vokser op med et udækket behov for bekræftelse af sit eget selv.

En person med narcissistisk personlighedsforstyrrelse fremstår som «selvoptaget», men det er en 
overfladisk og alt for enkel beskrivelse. 
Egentlig mangler personen en klar udvikling af sit «Jeg».
"Jeg'et" blev aldrig udviklet i tide, fordi barnet 
tidligt blev oplært til at opbygge omsorgspersonens "Jeg" gennem frygten for ikke at få den nødvendige 
opmærksomhed. Resultatet var at barnets eget "Jeg" blev underudviklet/skadet. 
Som et desperat biologisk forsøg på kompensation prøver personen til enhver tid og på 
forskellige måder at bringe omgivelserne til at bekræfte eksistensen af personens "Jeg", eftersom den eneste 
måde, personen kan have nogen forståelse af egen eksistens er gennem tilbagemeldinger fra andre. 
Bekræftelse og tilbagemelding fra omgivelserne er vigtig for alle, men for 
narcissistisk personlighedsforstyrrede er behovet desperat, som om personen ville ophøre med at eksistere, 
hvis ikke andre retter deres opmærksomhed mod dem. 
De styres i realiteten af primitive psykologiske forsvarsmekanismer, som normalt udviklede mennesker er 
vokset fra i barndommen. 
Projektion er en sådan mekanisme: man overfører sine egne svagheder på sine omgivelser fx ved at antage, at ens partner, børn og kolleger er psykisk syge, egoistiske, krænkende o.l.
Kritik mod dem udløser følelsen af krænkelse meget tidligere end hos normalt udviklede, og dermed bliver aggressionen synlig gennem passiv aggression, løgne, (virkelighedsfordrejninger), manipulation og i en del tilfælde vold. 
Narcissister udsætter ofte deres børn for vold, fordi deres frustrationstærskel er så lav, og fordi de gennem 
social arv ofte har lært, at konflikter løses med fysisk eller psykisk vold. 
Den slags forældre har lært, at konflikter løstes med vold i egen barndom og udsætter ofte egne børn og ægtefæller 
for den samme psykiske og fysiske vold. 

Særlig synligt bliver det, hvis en sådan forælder udsættes for kritik af sin forældrerolle. 
At slå, groft kritisere eller indespærre sine børn synes de ofte er helt i orden, for det var de selv ude for som små. 
En sådan vold nægtes umiddelbart, selv om barnet fremviser tydelige skader. 
Udadtil tager en narcissistisk forælder ofte afstand fra vold og strenge straffe. Ligesom i andre forhold er 
der ingen sammenhæng mellem ord og handling. 
En person med NPF mangler evnen til at anerkende andre som selvstændige væsener som følge af deres behov for objektrelationer. 
"Coverte narcissister" investerer ofte i ydre objekter (børn, partner, flot hus, pænt tøj, smart bil, prestigeuddannelse) 
og spejler sig i disse objekters succes: "Se hvor fint tøj mit barn har .. og jeg er dets mor", eller
"Se så vellykket dette firma er .. og jeg arbejder her", eller "Se så vellykket min mand er ..og jeg er gift med ham". 
Sådan bruges ydre objekter til at bekræfte egen succes. Det må ikke forveksles med at være stolt, som alle kan være. 
Forskellen ligger i, at barnet ikke trænger til fint tøj, men emotionel spejling, som det ikke får. I stedet må barnet spejle den voksne. 
En partner til en narcissist eller et barn af en narcissist er nødt til at udslette sig selv. Det betyder, at både børn og partnere ofte med tiden udvikler psykiske problemer. 

De, som omgås narcissister, er nødt til at give afkald på egne behov og egen virkelighedsopfattelse. 
Det kan ofte medføre depression, angst, stress og undertiden psykose som følge af det konstante pres ved at 
blive hvirvlet ind i narcissistens paranoide og firkantede univers. 
Narcissister har ikke udviklet en normal evne til at vise respekt for andre og har ikke normal mulighed for at føle empati. 
Dermed bliver en egocentrisk adfærd vigtig for at dække behovet for egen bekræftelse. En opførsel, som kan se respektfuld og/eller empatisk ud, er motiveret af bevidste/ubevidste behov for selv-bekræftelse. 
Det vil sige, at tilsyneladende respektfuld og empatisk fremfærd fra en person med denne forstyrrelse er et 
skuespil/virkemiddel, som bliver brugt i en slags svindel for at manipulere omgivelserne: 
I realiteten har de ingen empati med andre, da al psykisk energi går til "empati" med dem selv: egocentrisme. 
Oftest er det partneren eller "det ydre objekt", som oplever den afvigende adfærd, fordi omgivelserne kun ser skuespillet!
En person med «NPF» mangler en klar opfattelse af sig selv og har vanskeligt ved at have en mening eller 
opfattelse af noget, som ikke er direkte relevant. 
Derfor er det nødvendigt at kopiere normale mennesker så godt som muligt, når det gælder fremvisning af personlige kvaliteter. 
Værdisyn, meninger, smag, talemåder osv. bliver hentet fra andre, og den syge fremfører det i næste omgang 
som tegn på ægte personlige kvaliteter. 
De kopierer det, de opfatter som acceptabelt og værdigt, fordi det dækker deres grandiose behov for bekræftelse. 
Heraf kommer begrebet det falske "jeg", som er facaden, de skjuler sig bag. 

Kritik afslører, at denne facade er meget sårbar og derfor opfattes af narcissisten som en alvorlig krænkelse. 
Ofte kan talemåder og formuleringer lyde unaturlige og måske absurde i sammenhængen, fordi der er tale om kopiering uden reel opfattelse af indholdet. Påtagede synspunkter og meninger kan være vanskelige at følge, kan have dårlig indbyrdes sammmenhæng og til og med afvige grundlæggende fra personens faktiske handlinger og liv.
"Forestillingen" kan virke forvirrende for  «publikum», og indtrykket bliver forværret af, at den syge selv åbenbart 
ikke lægger mærke til mangel på sammenhæng i sine udtalelser. 
Logiske brister i adfærd er typiske, og benægtelser eller bortforklaringer, som måske er yderligere forvirrende, er en typisk reaktion, hvis nogen påpeger modsigelser i narcissistens ord. 
Ofte vil det være så svært at finde hoved og hale i narcissistens mange løgne og bortforklaringer, at samtalepartneren opgiver at ræsonnere og i stedet blot lader sig føre med. 
I første omgang betyder det, at narcissisten har held til at forføre sine omgivelser som fx i retssale, konsordier og statsforvaltninger. 
Hvis man befinder sig tilstrækkelig længe i narcissistens fantasiunivers, mister man fodfæstet og sin egen sans for virkelighed og fantasi. Man bliver ført med og hjernevasket. 
Narcissistisk personlighedsforstyrrelse regnes som vanskelig at kurere, fordi den er så kronisk i sit fundament.

Den schweiziske psykoanalytiker Alice Miller (1923-2010) ser i sine værker narcissisten som det 20. århundredes dominerende socialkarakter (Erich Fromm) i Vesten: Den nye industrialisme krævede disciplinerede samfundsindivider for at få industriproduktionen til at køre, og kulturens visdom (E. Erikson) udviklede derfor et moraliserende og disciplinerende opdragelsesideal uden empati for børn – inklusive spædbørn. ”Børn skal ses – ikke høres. Ro, renlighed og regelmæssighed” var datidens idealer.
Den manglende empati og respekt for barnet indebar, at de fleste børn aldrig blev bekræftet i deres oplevelse af egne følelser og derfor mistede kontakten til deres kernejeg.
Miller fremhæver desuden, at der er to modsatrettede reaktioner på narcissismen. De er begge repræsenteret i den oprindelige græske myte: Narcissos lever i håbet om af få den kærlighed og opmærksomhed, som han aldrig fik som barn, så han fortrænger sorgen over tabet og reagerer modsat: Grandiost, selvoptaget, selvforherligende, udnyttende etc.
Mytens nymfe Echo, der elsker og tilbeder ham, men ignoreres, svinder ind til et kopierende ekko. I Millers narcissismeteori har hun opgivet håbet om at modtage kærlighed og opmærksomhed og udlever sorgen over dette som den Depressive narcissist, der er mindst lige så talrig som den grandiose. Men kendetegnende for dem begge er den grundlæggende selvoptagethed.
Mange narcissister veksler mellem perioder af grandios og depressiv narcissisme. Den depressive tager over, når man ikke kan opretholde det grandiose selvbillede længere. Dette skal dog ikke forveksles med den bipolare lidelse, hvor man har fundet helt andre årsager.

Flere andre forskere (Chr. Lasch, Th. Ziehe m.fl.) ser også narcissismen som et tidssyndrom men tilføjer, at den forekommer i forskellige grader. Iflg. dem har de allerfleste mennesker i den vestlige verden i dag en større eller  - oftest mindre - grad af narcissisme. Det er tidens psykiske folkesygdom i modsætning til 1800-tallet, hvor Freud fandt, at neuroserne var den psykiske folkesygdom.